# Frères Cadier
Pour les articles homonymes, voir Cadier.
Les frères Cadier (George, Henri, Albert, Charles, Édouard) sont célèbres pour avoir gravi en deux étés, au début du XXe siècle, la plupart des sommets de plus de 3 000 mètres entre l'Aneto et le pic du Balaïtous, dans les Pyrénées. Nombre de ces voies portent toujours leur nom. Les descriptions qu'ils ont consignées, par leur qualité, sont des textes de référence encore édités. La grande bâche verte sous laquelle les cinq frères s'abritent pour dormir à la dure est tout aussi célèbre qu'eux.

## Histoire
Leur père, Alfred Cadier (1847-1933), lui-même pyrénéiste, est pasteur à Osse-en-Aspe entre 1871 et 1920 ; il y construit une maison en 1906, nommée Izarda. Leur mère est Helen Bost (1850-1937), nièce de John Bost et fille d'Ami Bost Junior. Ils ont une sœur Marguerite. Ils sont élèves à l'école pratique de théologie de Montauban.
- George Cadier, né en 1874 et mort en 1952, est pasteur au temple protestant de La Tremblade puis à Azay-le-Brûlé en Poitou ; il est celui qui écrit les livres sous le nom des « cinq frères Cadier ».
- Henri Cadier, né en 1877 et mort en 1965, est étudiant en droit à Paris, avant de devenir avocat ; c'est l'animateur du groupe ;
- Albert Cadier, né en 1879 et mort en 1929, est étudiant en théologie à Genève, avant de devenir pasteur ; il fonde en 1906, à Oloron, la Fraternité, une association de soutien matériel et spirituel aux Espagnols venus travailler en Béarn. Il crée la Mission française du Haut-Aragon dans le but d'évangéliser la population, entre 1906 et 1929. C'est le photographe de l'aventure des cinq frères. Il établit le record entre Osse-en-Aspe et le pic d'Anie en sept heures quarante-trois minutes.
- Édouard Cadier, né en 1881 et mort en 1958, est élève-ingénieur à l'Institut industriel du Nord à Lille, avant de devenir ingénieur puis industriel ; il porte le sac le plus lourd ;
- Charles Cadier, né en 1882 et mort en 1965, est étudiant en théologie à Montauban, avant de devenir pasteur et missionnaire au Gabon. C'est l'acrobate. Il est le grand-père de Jean-Bernard Cadier.

## Réalisations

### Août 1902
Au pays des isards : ils parcourent tous les sommets de plus de 3 100 mètres situés entre le pic d'Aneto et la Munia, dans le massif des Pyrénées, du 7 au 16 août 1902. Partis de Luchon, à bicyclette et en train, ils gravirent l’Aneto, le pic du Milieu, le pic de la Maladeta, le Tusse de Maupas, le pic des Crabioules, le pic des Gourgs Blancs, le Grand Batchimale, le pic des Posets et le pic de la Munia.

### Août 1903
Ils parcourent tous les sommets de plus de 3 100 mètres situés entre le pic Long et le Balaïtous dans le massif des Pyrénées, entre le 6 et le 16 août 1903. Cette fois-ci entièrement à pied, depuis Lourdes jusqu'à Osse-en-Aspe, leur village de la vallée d'Aspe, ils gravirent le pic Long, le Grand Astazou, le pic du Marboré, le Cylindre du Marboré, le mont Perdu, le Soum de Ramond, puis (par Añisclo et Arrasas), le pic du Taillon, le Grand pic de Tapou, le Vignemale et le Balaïtous.
Le Balaïtous est leur sommet de prédilection où ils retournent souvent et par des voies différentes. Ils y consacrent un livre.

## Hommages
À la suite de leurs célèbres courses en montagne, nombre de voies portent toujours leurs noms comme au Grand Astazou, au pic du Marboré, aux Crabioules, au Batchimale.
Sur le massif de l'Aneto, sur l'épaule SE, on trouve un Cap des Cinq Frères (altitude 3 350 m) en leur hommage, après leur passage le 8 août 1902, depuis la brèche des Tempêtes.
Sur le massif du Balaïtous, la cheminée Charles-Edouard, proche du départ de l'arête du Costérillou, l'aiguille Cadier (altitude 3 022 m), sommet le plus septentrional de la crête de la Frondelle qu'ils avaient dénommée aiguille anonyme, la Tour George Cadier, une des pointes de la crête du Costérillou, sont nommées à la suite de leur exploit.
On trouve encore le pic Cadier (altitude 2 676 m), aux alentours du Balaïtous, dénommé ainsi dans les années 1930 par des cartographes.

## Cousins célèbres
Une cousine d'Helen Bost, la mère des frères Cadier, Isabelle Bost, est l'épouse de Louis Séchan, père d'Olivier Séchan et grand-père du chanteur Renaud.